# Hunt River (Alaska)
Der Hunt River ist ein 85 km langer rechter Nebenfluss des Akillik River im Westen des US-Bundesstaats Alaska. 

## Verlauf
Seine Quelle liegt an der Südflanke der Baird Mountains, einem Gebirgszug der Brookskette, im Norden des Kobuk-Valley-Nationalparks, nahe der Grenze zum Noatak National Preserve. Er fließt anfangs in überwiegend südlicher Richtung. Dabei wird er von den Akiak Mountains rechtsseitig flankiert. Der Akiak Creek trifft rechtsseitig in den Fluss. Anschließend erreicht der Hunt River die Flussniederung des Kobuk River. Der Hunt River mündet schließlich 71 Kilometer nordwestlich von Shungnak in den Akillik River, knapp 3 km oberhalb dessen Mündung in den Kobuk River.  

## Name
Benannt wurde der Fluss 1885 von Leutnant Stoney von der United States Navy, vermutlich nach einem Mitglied seiner Truppe. Als Bezeichnung der Ureinwohner Alaskas für den Fluss zeichnete er „Kon-gon-wik“ auf.